# Барбара Поповић
Барбара Поповић (мкд. Барбара Поповиќ; Скопље, 16. септембар 2000) македонска је певачица.

## Каријера
Запажена је на македонском дечјем музичком фестивалу Супер звезда. Сарађивала је са многим познатим македонским уметницима, који су компоновали за њу, међу којима су Калиопи, Јован Јованов, Дарко Димитров и Елена Ристеска.

### Дечја песма Евровизије
Македонска радио-телевизија (МРТ) је 2013. године одлучила да се врати на Дечју Евровизију после две године паузе. Барбару Поповић одабрао је МРТ, на интерној аудицији, јавног избора није било. Барбара је наступила у финалу Дечје Евровизије 2013, када је имала 13 година. Северна Македонија завршила је на последњем, 12. месту.

### IDJ Show
Године 2023. учествује у такмичењу, улази у топ 12 такмичара и тиме стиче право да сними песму и спот. Добија пјесму Ватрена и заузима друго мјесто. 

## Дискографија

### Синглови
- Bongiorno (2006)
- Охрид и музика (2013)
- Не си ти крив (2018)
- Би те одбрал само тебе са Александром Тарабуновим (2018)
- Во Срцето (2019)
- Мирисах (2020)
- Све ти узимам (2021)
- Не одустајем (2022)
- Ватрена (2023)
- Сребро није злато (2024)
- Харам са Јанг Дадијем (2024)

#### Обраде
- Избриси ги ти солзите са Александром Тарабуновим (2018)
- Сега јас сум на ред са Александром Тарабуновим (2018)
- Хајде онда ништа (2023)
- Круна (2023)
- Замизи x Без тебе x Цудни места (2023)
- Mashallah са Ђиом (2023)
- Нека те боли x Нисмо смели са Лејлом Буразеровић (2023)
- Зајди зајди (2023)
- Немир са Стефаном Шајем (2023)
- Циганка сам мала са Ксенијом Тану (2024)